# Alf Blütecher
Alf Blütecher (Lardal, 7 febbraio 1880 – Oslo, 5 marzo 1959) è stato un attore norvegese.

## Biografia
Nato a Lardal, Norvegia, da Hjalmar Ingjald Frithjof Blütecher e Anna Dorothea Magdalena Wiborg, Blütecher iniziò la sua carriera teatrale nel 1904 presso il teatro Den Nationale Scene di Bergen. Successivamente, si esibì in diverse città norvegesi, tra cui Trondheim e Stavanger. Una delle sue interpretazioni teatrali più celebri fu quella di Peer Gynt nell'omonima opera di Henrik Ibsen.
Nel 1913 si trasferì in Danimarca, dove divenne un attore cinematografico molto attivo per la compagnia Nordisk Film. Collaborò con registi come Holger-Madsen, Robert Dinesen, A. W. Sandberg e August Blom, recitando in oltre 80 film muti. Tra i suoi ruoli più noti vi sono Mephisto in Den mystiske fremmede (1914) e Arno von Dotzky in Ned med våbnene! (1914), adattamento del romanzo Die Waffen nieder! di Bertha von Suttner.
Nel 1919 si trasferì in Germania, dove continuò la sua carriera cinematografica, spesso sotto la direzione di registi danesi. Tra i suoi film tedeschi più significativi si annoverano Darwin (1920), Die Insel der Verschollenen (1921) e Zaida, die Tragödie eines Modells (1923). Tuttavia, un incidente che gli causò una perdita uditiva permanente pose fine alla sua carriera cinematografica nel 1930. Tornato in Norvegia, si stabilì a Oslo, dove lavorò presso l'ufficio postale locale fino alla sua morte nel 1959.

## Filmografia parziale
- Den mystiske fremmede (1914)
- Ned med våbnene! (1914)
- Juvelerernes skræk (1915)
- Brandmandens datter (1915)
- Verdens undergang (1916)
- Himmelskibet (1918)
- Darwin (1919)
- Die Insel der Verschollenen (1921)
- Zaida, die Tragödie eines Modells (1923)
- Der Mönch von Santarem (1924)
- Der Trödler von Amsterdam (1925)
- Das graue Haus (1926)
- Die Sünde der Lissy Krafft (1930)